# NGC 3846A
NGC 3846A is een balkspiraalstelsel in het sterrenbeeld Grote Beer. Het hemelobject werd op 10 februari 1831 ontdekt door de Britse astronoom John Herschel.

## Synoniemen
- UGC 6706
- MCG 9-19-169
- ZWG 268.76
- VV 320
- KUG 1141+553B
- PGC 36506